# Cassano Magnago
Cassano Magnago es un municipio italiano de la provincia de Varese, en la región de Lombardía. Tiene una población de unos 20 673 habitantes.

## Historia

### Época antigua
Tras el descubrimiento cerca de Cassano de un yacimiento perteneciente a la cultura de Golasecca (de 1.000 a 500 a. C.), más exactamente una urna funeraria, datado entre el 600 y el 450 a. C., se cree que la zona ha estado habitada desde épocas muy remotas. En los siglos siguientes desde los Alpes llegaron a la zona nuevas oleadas de pueblos. La zona entre el Ticino y el Adda fue ocupada por los insubrios y es posible que el nombre de Cassano Magnago derive precisamente de esa antigua población. Se han hallado restos también de época romana, varios tipos de sepulturas y monedas de bronce.

### Época medieval
Existen documentos antiguos que se refieren a Cassano desde 1152. A finales del siglo XIII, en el Liber Notitiae Sanctorum Mediolani del canónigo Goffredo de Bussero, si sabe que ya en esa época había varias iglesias: Santa María, San Julio , San Mauricio, San Martín y San Pedro, además de dos monasterios femeninos (el de las Humiliatas hasta 1567).
En 1287 el arzobispo Otón Visconti mandó destruir la fortaleza de Castelseprio mandando construir un castillo en Cassano Magnago que todavía hoy existe.

### Época moderna
En 1531 vivían en Cassano 234 habitantes, pero por aquella época se consideraba un burgo populoso. En 1578 se distinguía la familia Agazzini, vinculada a la iglesia de San Roque, más adelante pasaron a tener importancia las familias de los Oliva, los Cagnola y los Bossi. También era conocida la familia Crespi, vinculada a la Parroquia de San Julio. Uno de los sacerdotes de esa familia, Prete Gaspare, que vivió en el siglo XVI, fundó en Cassano la primera escuela elemental para niños pobres, como se puede ver en las "Ordinationi" de San Carlos Borromeo en 1570. Tras el señorío de los Visconti vino el de los Sforza. En 1622 llegó a Cassano en visita pastoral San Carlos Borromeo. Se alojó en el Castillo, siendo huésped de Gaspar Visconti. 
Durante el mandato español, dominó el territorio milanés y también Cassano, el príncipe Antonio de Leyva. En 1630 desde Milán llegó la peste, ocasionando la muerte entre otros del párroco de Santa María, Francesco Pellegatta. El 7 de febrero de 1690, nació el escultor Giovan Battista Maino, hijo de Bartolomeo y Margherita Borsa. Formado en Milán y trasladado a Roma, ganó fama con varias de sus obras. Entre ellas destacan dos estatuas de mármol colocadas en la Basílica de San Pedro de la Ciudad del Vaticano y un bocete del que luego surgió la Fontana di Trevi y la estatua de San Juan Bautista esculpida siguiendo un modelo suyo por Domenico Scaramucci que se halla en la Iglesia de San Julio en Cassano. Cassano pasó a depender luego de los austriacos, con el paréntesis napoleónico.

### Edad Contemporánea
Tras la derrota del emperador francés, el norte de Italia volvió a pasar a depender de los austriacos, aunque al cabo de poco tiempo estallaron los primeros disturbios independentistas.
Entre octubre de 1859 y diciembre de 1926, Cassano Magnago formó parte de la comarca (circondario) de Gallarate, uno de los cinco en que estaba dividida la provincia de Milán. El pueblo tenía unos 3100 habitantes y el Consejo comunal constaba de quince consejeros, que elegían a los cuatro asesores que formaban junto al alcalde la Junta de Gobierno.
En mayo de 1886 nace oficialmente en Cassano el socialismo, al inaugurarse la sección de los Hijos del Trabajo, pequeño partido obrero, marxista y de clase. 
En 1902 se constituyó una empresa municipal para distribuir la energía eléctrica, unida a la gran central hidroeléctrica di Vizzola Ticino. También en esa época se inició la construcción de la canalización de agua; así como la red telefónica (1905).
En 2007 la población era de 20 681 habitantes.

## Demografía
| Gráfica de evolución demográfica de Cassano Magnago entre 1861 y 2001 |
|                                                                       |
| Fuente ISTAT - elaboración gráfica de Wikipedia                       |